# Улрих I (Мекленбург-Щаргард)
Улрих I фон Мекленбург-Щаргард (на немски: Ulrich I von Mecklenburg-Stargard; * пр. 1382; † 8 април 1417) е херцог на Мекленбург-Щаргард (1392/1393 – 1417), от 1408 г. господар на Нойбранденбург, Щаргард, Щрелиц и Везенберг (с Лизе).

## Биография
Той е вторият син на херцог Йохан I фон Мекленбург-Шаргард († 1392/1393) и третата му съпруга графиня Агнес фон Линдау-Рупин († пр. 1402), вдовица на Николаус IV фон Верле, дъщеря на граф Улрик II фон Линдов-Рупин († 1356) и принцеса Агнес фон Анхалт-Цербст († 1352). По-малък брат е на херцог Йохан II († 1416/1417), Рудолф († 1415), епископ на Скара (1386 – 1390), епископ на Шверин (1391 – 1415), и на херцог Албрехт I († 1397).
Улрих I управлява първо с братята си Йохан II и Албрехт I. През 1408 г. той разделя страната с брат си Йохан II и получава Нойбранденбург, замък Щаргард, Щрелиц и Везенберг (с Лизе). Прави Нойбранденбург своя резиденция.
На 19 март 1417 г. в замък Щрелиц Улрих I прави своето завещание и умира след три седмици на 8 април. Има слухове, че е получил отрова. Погребан е в манастир Ванзка, където единствената му дъщеря е абатиса.

## Фамилия
Първи брак: с Анна († сл. 1397). Те имат вероятно една дъщеря:
- Анна († сл. 13 юли 1424), абатиса на Ванзка 1417

Втори брак: след 1397 г. с Маргарета от Померания-Щетин (* ок. 1375; † сл. 1417), дъщеря на херцог Свантибор III от Померания-Щетин († 1413) и Анна фон Хоенцолерн-Нюрнберг († ок. 1413), дъщеря на Албрехт Красивия, бургграф на Нюрнберг. Те имат децата:
- Албрехт II († 1421/пр. 4 октомври 1423), херцог на Мекленбург-Щаргард-Неубранденбург (1417 – 1423)
- Хайнрих Стари († 1466), херцог на Мекленбург-Щаргард-Неубранденбург (1417 – 1436), от 1438 г. на Мекленбург-Щаргард, 1436 г. съ-наследник на княжество Верле-Гюстров, женен I. 1427 г. за Юта фон Верле († сл. 1427), II. пр. октомври 1428 г. за Ингеборг от Померания († 1450), III. на 4 септември 1452 г. за Маргарета фон Брауншвайг († 1512)